# Zahara de los Atunes
Zahara de los Atunes ist ein kleiner Küstenort an der Costa de la Luz (spanische Atlantik-Küste) in Andalusien. Er gehört zur Gemeinde Barbate in der Provinz Cádiz. Der Ort ist als Zentrum des Thunfischfanges bekannt.

## Name
Der Name des Ortes ist arabischen Ursprungs und lässt sich von Ṣaḫra(tun), 'Fels' herleiten. Der Namenszusatz de los Atunes dient dazu, Zahara von Zahara de la Sierra, ebenfalls in der Provinz Cádiz gelegen, zu unterscheiden. Atún: span. Thunfisch, ist auf die hier ausgeübte Form des Thunfischfangs, die Almadraba zurückzuführen.

## Geographie
Die Lage des Ortes am südlichsten Ausläufer der Iberischen Halbinsel in der Nähe von Tarifa (südlichste Stadt Spaniens) und dem englischen Gibraltar lässt bei gutem Wetter eine Aussicht über die Straße von Gibraltar bis nach Tanger in Marokko auf dem afrikanischen Kontinent zu.
Nächste größere Städte sind Barbate und Cádiz sowie etwas weiter entfernt Jerez de la Frontera und Málaga.
Der Ort ist bis heute nicht besonders groß. Durch die vornehmlich spanischen, jedoch auch unter anderem deutschen Touristen in der Feriensaison ist der Ort jedoch um einige touristische Einrichtungen wie Hotels, Appartements und Ähnliches gewachsen. Ähnlich der Nachbarort Atlanterra, er besteht heute größtenteils aus Appartements und einigen Hotels. In den Sommermonaten findet ein traditioneller Handwerker- und Hippie-Markt statt.

## Geschichte
Zahara de los Atunes entstand im 16. Jahrhundert neben einer von den Herzögen von Medina-Sidonia angelegten Festung. Diese diente dem Schutz des dem Ort namensgebenden Thunfischfanges, für den die Herzöge von Medina-Sidonia ein königliches Privileg innehatten.
Bestrebungen zur Trennung des Ortes von der Gemeinde Barbate und zur Gründung einer selbständigen Gemeinde fanden bisher keine Mehrheit.
Zahara de los Atunes wurde wie auch Bolonia von den Römern gegründet. Die heutige Kirche und das Castillo, die Festung, dienten damals als Salzlager und als Speicher für den in Salz eingelegten Tunfisch.

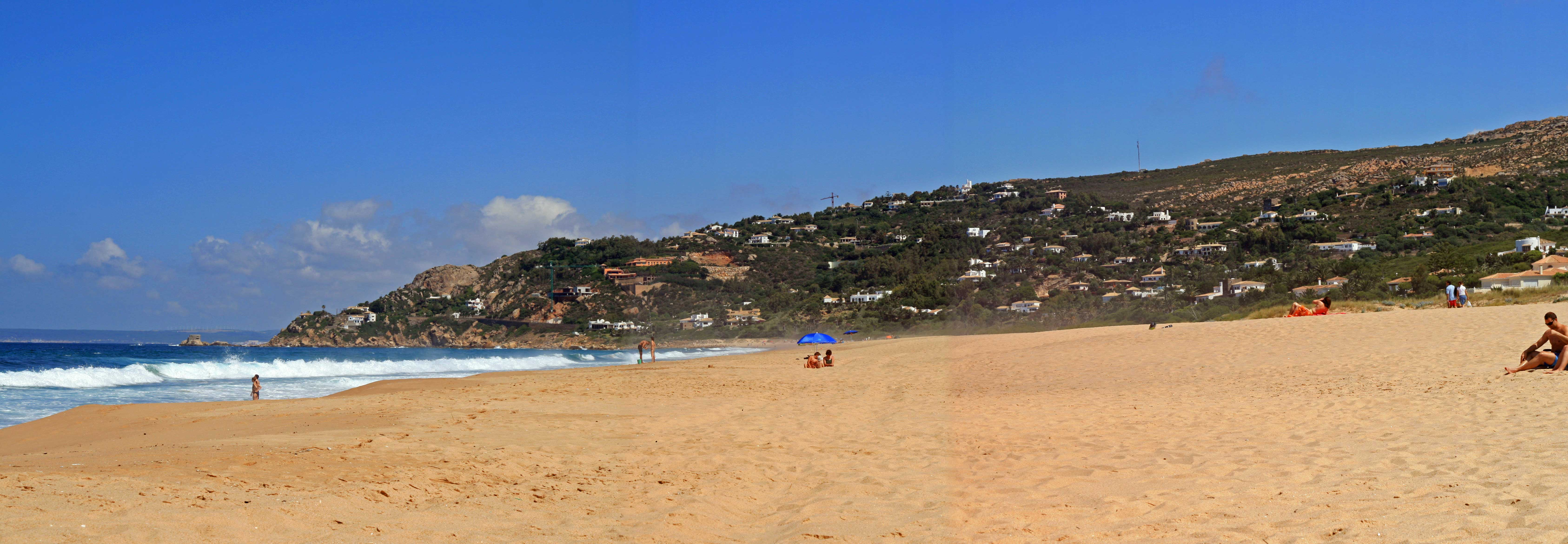
Atlanterra